# 幹部政党
幹部政党（かんぶせいとう、英語: elite-based party or Cadre Party）とは、政党の類型のひとつ。モーリス・デュヴェルジェがその著作『政党社会学』において提示した。対義語は大衆政党。

## 起源
デュヴェルジェによると、政党はもともと議会において政治思想・政策などを同じくするもののグループ（のちに会派に発展する）に起源を持ち、制限選挙の下で議員自身や地域の有力者、資本家などの名望家からなっていた緩やかでクラブ的な組織であった。このため、議員政党、名望家政党 ともいう。政党としての自前の組織はあまり持たず、選挙中心の議員連合体的なグループであった。これは制限選挙により投票権をもつ有権者が限られていたことでなりたっていた。

## 衰退
しかしその後、19世紀から20世紀にかけて普通選挙が導入されるなど有権者が拡大しその数が急増すると、これへの日常的な働きかけを行う組織を有する大衆政党が勢力を増すようになった。このため幹部政党も対抗上、組織を整備し大衆政党化するようになり、大衆政党こそが組織的で近代的な政党と考えられるようになったため、幹部政党は前時代的なものとされた。もっとも、必ずしも前時代的な価値観を否定しない政党（主に保守政党）においては幹部政党としての体質は強く残った。
実際にはほとんどの政党がこの2つの要素を混合したものである。

## 復権
だが、その後20世紀の中盤にマスメディアが発達すると、政治家の意志を政党を媒介せずとも個々の有権者に届けることが可能となった。また、大衆政党の中央集権的な組織や党議拘束の強さを嫌悪する層（主に無党派層）も登場し、個々の議員・政治家の「顔」がみえるスタイルの政治が再び求められるようになった。
実際には大衆政党においても組織を掌握する党本部（事務局などと呼ばれる）によるトップダウン型の意思決定が一般化しており、それならば幹部政党でも大衆政党でも寡頭制と類別されうる点で変わらない（これをロベルト・ミヒェルスは寡頭制の鉄則として概念化した）とする批判もある。こうして幹部政党は（少なくとも日本では）再び主流となった。これは予備選挙などの党内手続きが整備されないまま、政治家主導で政界再編が進んだゆえの現象でもあった。

## 日本での現状
戦後の日本国憲法下では第67条により内閣総理大臣は国会議員かつ文民であることが絶対必要条件とされたため、首班指名選挙に立候補する国政政党の党首は国会議員が就くことが通例となり、政党によっては党首選挙への立候補要件を国会議員に限定した。この点から見ると国会に議席を持つ国政政党はすべてが幹部政党的な要素を持っていなければならない。その上で戦後の国会に議席を有する政党は幹部政党でもあり国民政党でもあり、なおかつ大衆政党や階級政党、さらには包括政党としての性格も兼ね備えるという独特な立ち位置の下で支持拡大を競ってきた。
自由民主党は市町村レベルまで細分化された地方組織を持ち、第一次産業を中心とした労働者階級の党員も多いが、総裁はもちろん党本部の役職もほとんど国会議員が就くことを原則としており、地方議員のままでは余程のことがない限り都道府県支部連合会幹事長クラスまでしか出世できない。このため国政レベルでは国会議員による幹部政党的な要素が強い。

自民党以外の政党もほとんどが幹部政党である。日本維新の会、立憲民主党、国民民主党などがそれにあたる。大衆政党、階級政党を標榜している日本共産党も、中央常任幹部の多くは国会議員であり、上に行けば行くほど幹部政党的な性格が強くなる。（但し共産党とは本来であれば職業革命家のみにより組織される前衛党である為、大衆政党を標榜する近年の日本共産党の方がむしろ異例とも言える。）
社会民主党の場合は日本社会党の時代から大衆政党をめざしながら、幹部政党的な性格からなかなか脱しきれないことが日常問題となっており、いまだに大衆政党化が達成されたとはいえない状態である。

一般には自前の党組織を整備する時間や手間をかけられない新党ほど幹部政党となる傾向があり（新自由クラブ、社会民主連合、新生党、日本新党、新党さきがけ、旧・自由党、みんなの党、旧・日本維新の会、希望の党など）、予備選挙や機関紙などの整備がされないか、後回しになることが多い。なお新進党も幹部政党であったが、友党とはいえ他党である大衆政党・公明の組織力に頼る、特異な政党であった。また極端な場合、無所属の政治家が便宜上結成し、一般党員の募集を一切行っていなかった無所属の会のような事例もある。